# Système universitaire de documentation
Système universitaire de documentation (SUDOC) gør det muligt for franske universitetsbiblioteker og biblioteker på andre højere uddannelsesinstitutioner at skabe en oversigt over dokumenter i deres varetægt.
Det er Agence bibliographique de l'enseignement supérieur (ABES) som står i spidsen for at oprette, vedligeholde og udvikle kataloget og andre nationale applikationer (STAR, Calames).
I september 2011 indeholdt kataloget mere end 10 millioner referencer til monografier, afhandlinger, tidsskrifter og andre typer dokumenter inklusive deres fysiske placering.
SUDOCs kartotek gør det muligt at udføre bibliografiske søgninger i biblioteker på franske universiteter og andre højere læreanstalter.